# Хусаинов, Эдуард Ришатович
Эдуард Ришатович Хусаинов (24 января 1960, Балашиха, Московская область, СССР) — российский и международный спортивный функционер, предприниматель, меценат, бывший Президент Европейской ассоциации любительского бокса (EABA) (2006—2007), бывший вице-президент Международной ассоциации любительского бокса (AIBA) (2006—2007), экс-президент Федерации бокса России (2000—2007).

## Биография
Родился 24 января 1960 года в Балашихе. Окончил Государственный центральный ордена Ленина институт физической культуры.
На Чемпионате СССР по боксу 1981 года занял третье место в легчайшем весе (до 54 кг). На Чемпионате СССР по боксу 1983 года, который проходил в рамках летней Спартакиады народов СССР 1983 года, занял второе место в полулёгком весе (до 57 кг). В 1983 году получил звание мастера спорта международного класса по боксу.
С 1979 по 1983 год входил в состав сборной команды СССР.
С 1999 по 2000 год занимал должность вице-президента Федерации бокса России. С 2000 по 2007 год занимал должность президента Федерации бокса России.